# Lê Bình (liệt sĩ)
Lê Bình (1924 - 1945) là một liệt sĩ Việt Nam, nguyên Giám đốc Quốc gia Tự vệ Cuộc tỉnh Cần Thơ (nay là Sở Công an Thành phố Cần Thơ). Ông là người chỉ huy trận tập kích quân Pháp tại thị trấn Cái Răng, tỉnh Cần Thơ (nay là phường Lê Bình, quận Cái Răng, thành phố Cần Thơ) ngày 12 tháng 11 năm 1945.

## Thân thế
Hiện tại vẫn chưa rõ ngày sinh của ông. Một số tài liệu ghi ông sinh vào tháng 9 năm 1924, quê xã Sơn Tân, huyện Hương Sơn, tỉnh Hà Tĩnh. Cha của ông là ông Lê Lương, vốn là một nhà giáo. Mẹ của ông là bà Lê Thị Hai. Ông là người con thứ 4 trong gia đình có 7 anh chị em. Một người em trai của ông là Thượng tướng Lê Minh Hương, Bộ trưởng Bộ Công an từ 1996-2002.
Chịu ảnh hưởng của cha, ông được thừa hưởng một sự giáo dục tốt từ nhỏ và kế thừa nghiệp giáo dục. Sau khi tốt nghiệp Tú Tài, ông trở thành một giáo viên tiểu học tại địa phương.

## Tham gia cách mạng
Từ nhỏ, ông đã chịu ảnh hưởng từ người thầy của mình là Tôn Quang Phiệt, cũng như người chú ruột Lê Lộc. Vì vậy, tháng 1 năm 1945, ông cùng các anh chị em của mình tham gia Việt Minh tại Hà Tĩnh.
Sau ngày tổng khởi nghĩa, Việt Minh nắm chính quyền, ông được tổ chức đưa vào hoạt động ở Sài Gòn trong ngành công an. Ban đầu, ông được cử làm Trưởng Công an Tân Bình (nay là quận Tân Bình, TP.HCM), sau đó chuyển về giữ chức Giám đốc Quốc gia tự vệ cuộc tỉnh Cần Thơ.

## Trận tập kích Cái Răng

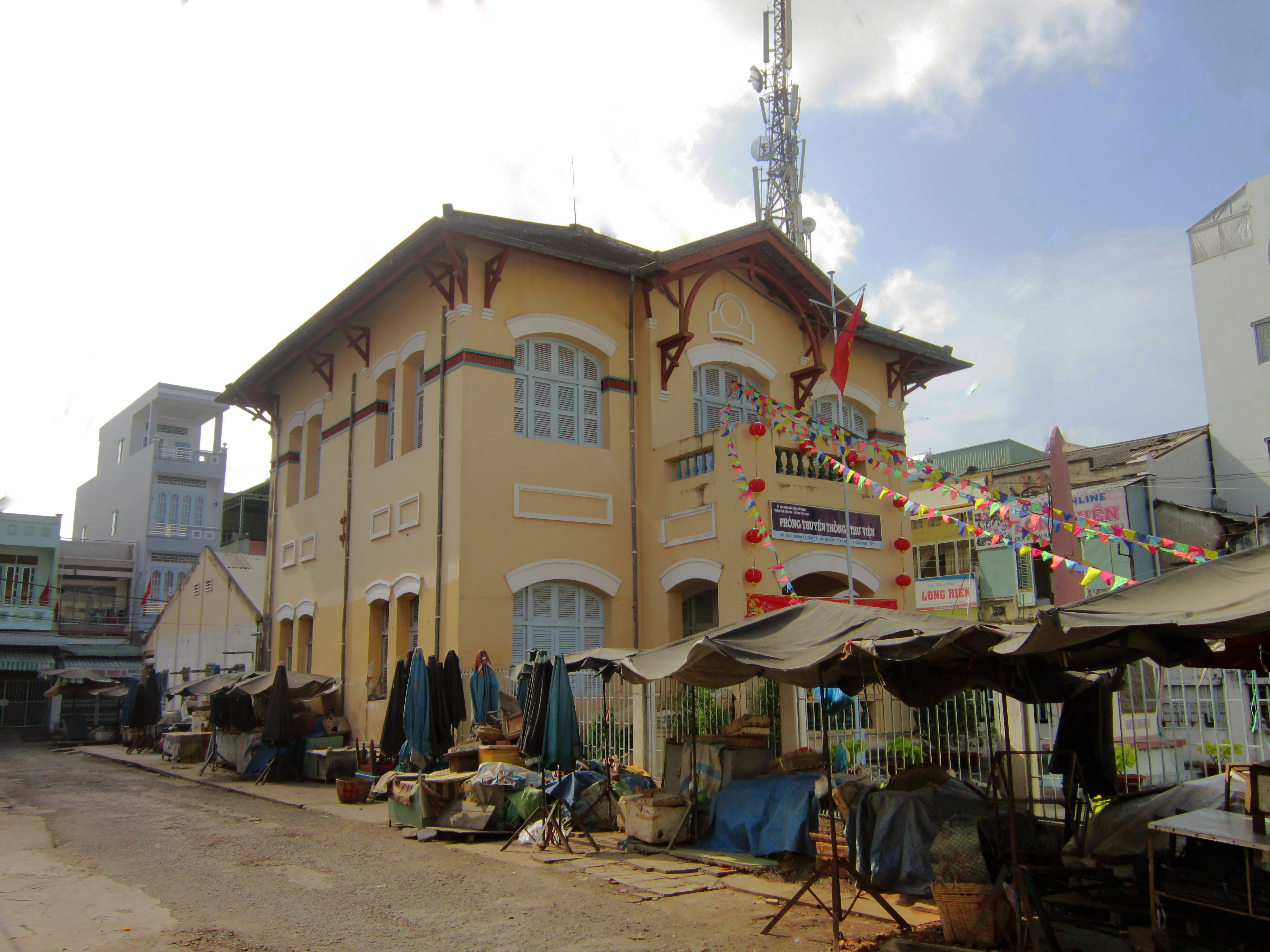
Nhà việc của xã Thường Thạnh xưa. Năm 1945, Lê Bình đã hy sinh tại cột cờ của tòa nhà này

Khi ông chưa kịp đến nhiệm sở thì quân Pháp đã tái chiếm Cần Thơ. Với nhiệt huyết tuổi trẻ, ông quyết định sẽ tổ chức một trận đánh tập kích bất ngờ vào chỉ huy sở của quân Pháp tại Cần Thơ, nhằm tạo tiếng vang và uy tín cho cuộc kháng chiến.
Sau khi điều nghiên và chuẩn bị kỹ lưỡng, lúc 19 giờ 30 ngày 12 tháng 11 năm 1945, ông chỉ huy 4 chiến sĩ cảm tử Quốc gia tự vệ đóng giả là những người Hoa kiều vào Nhà việc của xã Thường Thạnh xin giấy phép đi lại các làng để mua lợn về mổ bán cuộc tấn công . Đây cũng là nơi đóng sở chỉ huy của quân Pháp tại Cái Răng. Lợi dụng yếu tố bất ngờ, ông cùng đồng đội bắn hạ một số lính Pháp và bắn trọng thương viên đại úy đồn trưởng Rouen. Sau đó, ông leo lên cột cờ để hạ lá cờ Pháp xuống, treo cờ đỏ sao vàng lên. Tuy nhiên, sau khi bị bất ngờ, quân Pháp trong đồn đã tổ chức phản công. Ông bị bắn tử thương ngay tại cột cờ. Cả bốn chiến sĩ cảm tử sau đó cũng đều tử trận.

## Ảnh hưởng
Tuy thất bại, nhưng đúng như Lê Bình đã dự liệu, trận đánh đã cổ vũ tinh thần cho những người tham gia kháng chiến, vang tiếng ra cả miền Bắc. Sau trận đánh, người dân Cần Thơ đã gọi chợ Cái Răng là chợ Lê Bình. Tại Hà Nội, một tuyến phố là phố Charron được đổi tên là phố Lê Bình. Tên ông còn được đặt cho Trường Huấn luyện dân quân Trung ương. Ngày 4 tháng 5 năm 1959, Lê Bình và các đồng đội được chính phủ Việt Nam Dân chủ Cộng hòa tuyên dương Liệt sĩ.
Sau năm 1975, chính quyền đã cho lập bia kỷ niệm các chiến sĩ cảm tử ở chợ Cái Răng. Một đường phố và một phường tại quận Cái Răng được đặt theo tên ông. Tại quê hương ông, một con đường và một trường Trung học cơ sở tại thành phố Hà Tĩnh cũng được đặt tên Lê Bình. Thập niên 1990, Lê Bình được nhà nước Việt Nam truy phong danh hiệu Anh hùng lực lượng vũ trang nhân dân.